# Udo (Incheon)
Udo är en ö i Sydkorea.   Den ligger i provinsen Incheon, i den nordvästra delen av landet, 90 km väster om huvudstaden Seoul.